# Charles H. Ferguson
Pour les articles homonymes, voir Charles Ferguson.
Charles Henry Ferguson (né le 24 mars 1955 à San Francisco) est un réalisateur, producteur de cinéma et écrivain (essais) américain.

## Biographie
Charles Ferguson est le fondateur et président de Representational Pictures, Inc., producteur et réalisateur des documentaires No End In Sight (2007) sur l'occupation américaine en Irak et Inside Job (2010) sur la crise financière de 2008, qui remporta l'oscar du meilleur film documentaire en 2011. Ferguson est également un entrepreneur dans le monde du logiciel, un écrivain et une autorité dans les politiques sur la technologie.

### Ouvrages originaux en anglais
- Computer Wars : The Fall of IBM and the Future of Global Technology, Crown, 1993, 272 p. (ISBN 978-0-8129-2156-4)
- High Stakes, No Prisoners : A Winner's Tale of Greed and Glory in the Internet Wars, Crown, 1999, 400 p. (ISBN 978-0-8129-3143-3)
- The Broadband Problem : Anatomy of a Market Failure and a Policy Dilemma, Brookings Institution, 2004, 236 p. (ISBN 978-0-8157-0645-8)
- No End in Sight : Iraq's Descent into Chaos, PublicAffairs, 2008, 672 p. (ISBN 978-1-58648-608-2)
- Predator Nation : Corporate Criminals, Political Corruption, and the Hijacking of America, Crown Business, 2012, 384 p. (ISBN 978-0-307-95255-4)

### Ouvrage traduit en français
- L'Amérique des prédateurs [« Predator Nation: Corporate Criminals, Political Corruption, and the Hijacking of America »] (trad. de l'anglais), Paris, JC Lattès, 2013, 474 p. (ISBN 978-2-7096-3801-2)

## Filmographie

### Réalisateur
- 2007 : Irak, de la dictature au chaos (No End In Sight)
- 2010 : Inside Job
- 2015 : Time to Choose
- 2018 : Watergate

## Récompenses
- 2011 : Oscar du meilleur film documentaire pour Inside Job

## Source
- (en) Cet article est partiellement ou en totalité issu de l’article de Wikipédia en anglais intitulé « Charles Henry Ferguson » (voir la liste des auteurs).